# Alexandar Petkovic
Alexandar Petkovic (* 11. Oktober 1995) ist ein österreichischer Fußballspieler.

## Karriere
Petkovic begann seine Karriere beim SC Hatlerdorf. 2008 wechselte er in die Jugend des FC Dornbirn 1913. 2009 kam er in die AKA Vorarlberg, in der er bis 2013 sämtliche Altersklassen durchlief.
Im Mai 2013 debütierte er für seinen Stammklub Dornbirn in der Regionalliga, als er am 29. Spieltag der Saison 2012/13 gegen den FC Kufstein in der Startelf stand. Ab der Saison 2013/14 kam er nur noch für Dornbirn zum Einsatz. In jener Saison kam er auf 22 Spiele in der Regionalliga, in der er einen Treffer erzielen konnte.
Zur Saison 2014/15 wechselte er zum Ligakonkurrenten FC Bizau. Zu Saisonende hatte er 25 Spiele für Bizau zu Buche stehen, allerdings musste er mit dem Verein in die Vorarlbergliga absteigen.
Nach einer Saison in der vierthöchsten Spielklasse wechselte Petkovic zur Saison 2016/17 zu den drittklassigen Amateuren des SCR Altach. In seiner ersten Saison für Altach II kam 27 Spiele in der Regionalliga. Seinen ersten Treffer für die Amateure von Altach erzielte er in der folgenden Saison im September 2017 gegen den SV Wörgl. Im April 2018 stand er gegen den Wolfsberger AC erstmals im Kader der Profis. Sein Debüt für diese in der Bundesliga gab er im Mai 2018, als er am 33. Spieltag der Saison 2017/18 gegen die SV Mattersburg in der Nachspielzeit für Stefan Nutz eingewechselt wurde.
Zur Saison 2019/20 wechselte er nach Liechtenstein zum in der vierten Schweizer Liga spielenden USV Eschen-Mauren. Nach 14 Einsätzen für die Liechtensteiner in der 1. Liga kehrte er zur Saison 2020/21 nach Österreich zurück und wechselte zum viertklassigen FC Egg.